# Березовка (Тюменцевський район)
Бере́зовка (рос. Берёзовка) — село у складі Тюменцевського району Алтайського краю, Росія. Адміністративний центр Березовської сільської ради.

## Населення
Населення — 693 особи (2010; 813 у 2002).
Національний склад (станом на 2002 рік):
- росіяни — 97 %